# Spunlace
Spunlace je způsob výroby plošných textilií vzájemným spletením vláken s pomocí vodních paprsků.
Spunlace se označuje také jako hydraulické prošívání nebo hydraulické splétání. 
Technologie spunlace byla vyvinuta v 60. letech 20. století u firmy DuPont, k praktickému použití došlo asi o dvacet let později v USA, Japonsku a v západní Evropě. 

## Způsob výroby
Zařízení je agregát s výrobními stupni:
tvorba vlákenného rouna – vlastní spunlace – cirkulace vody – sušení výrobku
Vlákenné rouno se může zhotovit všemi známými technologiemi (mykání, airlaid, spunbond, melt–blown). Vlákna mají být jemnější než 3 dtex, nejčastěji se zpracovávají viskózová vlákna ve směsích s PES, PA, PAC a polyimidy.
Do rouna o šířce 3 až 3,6 m se vstřikuje voda pod tlakem 15 000 kPa tryskami s průřezem 100–120 µm rychlostí 10–350 m/sek. Trysky jsou rozmístěny v 10 řadách, každá řada obsahuje 10 až 30 trysek na centimetr.
Z rouna, které probíhá rychlostí až 500 m/min se tvoří plošná textilie s hmotností (nejčastěji) 30–80 g/m2. Množství vody nutné ke zpevnění vlákenné vrstvy dosahuje asi 800 násobku hmotnosti vyrábění textilie. Zařízením probíhá až 120 m3 vody za hodinu, voda se po použití kontinuálně filtruje a přivádí znovu k tryskám.  

## Vlastnosti a použití výrobků
Výrobky mají hebký, hladký povrch, vyšší pevnost než pleteniny (nižší než tkaniny), dostatečnou poréznost a navlhavost, dají se dobře řasit a potiskovat.
Použití: pleny, oděvy pro chirurgy, pracovní oděvy na jedno použití, podkladové textilie k povrstvování, závěsy, utěrky 
V roce 2011 bylo celosvětově vyrobeno technologií spunlace 819 000 tun netkaných textilií. 
V roce 2017 začala např. česká firma Pegas ve svém egyptském závodě s výrobou na druhé spunlace lince, kde se tak zvýšila celková kapacita na 45 000 tun ročně. 